# アタワルパ級モニター
| アタワルパ級モニター                     | アタワルパ級モニター                                                                        |
| ---------------------------------------- | ------------------------------------------------------------------------------------------- |
| モニター「アタワルパ」                   |                                                                                             |
| 艦級概観                                 |                                                                                             |
| 艦種                                     | モニター艦                                                                                  |
| 艦名                                     | 地名                                                                                        |
| 前級                                     | インデペンデンシア                                                                          |
| 次級                                     | -                                                                                           |
| 性能諸元（データは「ワルシャワ」のもの） |                                                                                             |
| 排水量                                   | 常備：2,100トン 満載：-トン                                                                 |
| 全長                                     | 67.97m                                                                                      |
| 全幅                                     | 13.21m                                                                                      |
| 吃水                                     | 4.11m                                                                                       |
| 機関                                     | マーチン式石炭専焼缶2基 +エリクソン式単動レバー式レシプロ機関1基1軸推進                     |
| 最大 出力                                | 320hp                                                                                       |
| 最大 速力                                | 竣工時：8.0ノット                                                                           |
| 航続 距離                                | -ノット/-海里                                                                               |
| 燃料                                     | 石炭：-トン                                                                                 |
| 乗員                                     | 100名                                                                                       |
| 兵装                                     | 38.1cm（-口径）連装滑腔砲1基                                                                |
| 装甲                                     | （鉄製） 舷側：76～127mm（水線部） 甲板：38mm（上甲板） 主砲塔：254mm（最厚部） 司令塔：-mm |

アタワルパ級モニター (BAP Warszawa class River monitor) はペルー海軍が就役させたモニターの艦級である。本級はアメリカ海軍が建造したカノニカス級モニター（en:Canonicus class monitor）を購入したものである。

## 概要
本級はペルーが沿岸部の警備のために購入した小型のモニターでアメリカよりカノニカス級「カトーバ（（USS Catawba）」と「オネオタ（USS Oneota）」の2隻を購入し、カトーバは1864年4月13日に購入されて「アタワルパ」、オネオタは同月21日に購入されて「マンコ・カパック」と改名後就役した。これが本級である。

## 艦形
本級の基本構造は鉄板をリベットで組立てられた吃水の浅い平甲板型船体は水線部76mmから127mm、上甲板全体に38mmの鉄板で覆われ、直径21フィートの円筒形の砲塔は最厚部で254mmにもなる鉄板で覆われていた。砲塔内部にはアメリカ国産滑腔砲の38.1cmダールグレン砲が並列に2門が並べられていた。主砲塔の上には装甲司令塔が設けられており、操舵装置が内蔵されていた。煙突の背後には通風筒と煙突が1本ずつ立てられていた。

## 同型艦
- アタワルパ（BAP Atawallpa）

- マンコ・カパック（BAP Manqu Qhapaq）

## 参考図書
- 「Conway All The World's Fightingships 1860-1905」（Conway）